# مقام (معان)
المقام عند أهل المعاني قيل إنه مرادف للحال وقيل هما متقاربا المفهوم. فالحال والمقام متقاربان بالمفهوم والتغاير بينهما بالاعتبار، فإن الأمر الداعي مقام باعتبار توهم كونه محلا لورود الكلام فيه على خصوصية، وحال باعتبار توهم كونه زمانا له. وأيضا المقام يعتبر إضافته في أكثر الأحوال إلى المقتضى بالفتح إضافة كلامية، فيقال مقام التأكيد والإطلاق والحذف والإثبات والحال إلى المقتضي بالكسر إضافة بيانية، فيقال حال الإنكار وحال خلو الذهن وغير ذلك. ثم تخصيص الأمر الداعي بإطلاق المقام عليه دون المحل والمكان والموضع إما باعتبار أن المقام من قيام السوق بمعنى رواجه، فذلك الأمر الداعي مقام التأكيد مثلا أي محل رواجه، أو لأنه كان من عادتهم القيام في تناشد الأشعار وأمثاله فأطلق المقام على الأمر الداعي لأنهم يلاحظونه في محل قيامهم. وقيل الظاهر أنهما مترادفان إذ وجه التسمية لا يكون داخلا في مفهوم اللفظ حتى يحكم بتعدد المفهوم بالاعتبار، ولذا حكمنا بالترادف.